# Steelhammer
| Recensione             | Giudizio |
| ---------------------- | -------- |
| Encyclopaedia Metallum | 86/100   |
| Truemetal.it           | 64/100   |

Steelhammer è il 14° album in studio della band heavy metal tedesca U.D.O.
Pubblicato il 24 maggio 2013, il disco è il primo con i due nuovi chitarristi Audrey Smirnov e Kasperi Heikkinen, subentrati rispettivamente a Stefan Kaufmann e Igor Gianola.
Però, anche se Heikkinen risulta tra i crediti, le chitarre del disco, secondo una nota pubblicata sul sito ufficiale il giorno dell'uscita, sono state tutte suonate da Smirnov proprio perché Heikkinen non era ancora entrato nel gruppo.
Il 3 maggio è stato pubblicato il videoclip e il singolo digitale per la canzone "Metal Machine".

## Tracce
1. Steelhammer – 3:23
2. A Cry of a Nation – 5:41
3. Metal Machine – 4:46
4. Basta ya – 4:33
5. Heavy Rain – 2:25
6. Devil's Bite – 5:05
7. Death Ride – 4:08
8. King of Mean – 4:07
9. Timekeeper – 4:26
10. Never Cross My Way – 4:23
11. Take My Medicine – 5:07
12. Stay True – 4:04
13. When Love Becomes a Lie – 4:12
14. Book of Faith – 5:12

## Formazione
- Udo Dirkschneider: voce
- Audrey Smirnov: chitarra
- Fitty Wienhold: basso
- Francesco Jovino: batteria

### Altri musicisti
- Víctor García: voce (traccia 4)